# Killer Therapy
Killer Therapy es una película estadounidense de terror y suspenso de 2019, dirigida por Barry Jay, que a su vez la escribió junto a Andrew Krop, musicalizada por Ethan Arlook y Kevin DeKimpe, en la fotografía estuvo Jay Lee y el elenco está compuesto por Elizabeth Keener, Thom Mathews, Ivy George y Daeg Faerch, entre otros. El filme fue producido por Rellik Pictures y se estrenó el 30 de marzo de 2019.

## Sinopsis
Un joven inestable tiene como objetivo localizar y matar a todos los terapeutas que lo atendieron, los culpa de destruir su salud mental y su vida.